# 白樺文書 (ルーシ)

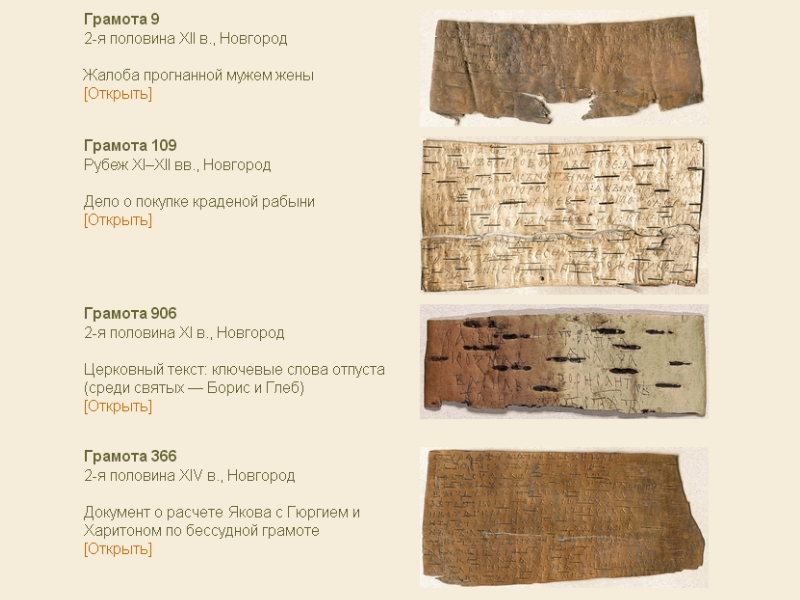
各年代の白樺文書

本頁では、11 - 15世紀のルーシ（言語的には東スラヴ語群圏。旧キエフ・ルーシ領）において樺皮に書かれた文章群について説明する。樺皮を筆記媒材として用いた例はスカンディナヴィア、モンゴル、チベット、北インド、北米などの広域に渡って確認されており、ルーシのものは白樺文書（しらかばもんじょ、ロシア語: Берестяные грамоты、ウクライナ語: Берестяні грамоти、ベラルーシ語: Берасцяныя граматы）と呼ばれる。2022年8月の時点で、ロシアのノヴゴロドでは1154枚が、他のロシア・ウクライナ・ベラルーシの各地では計100枚以上が出土している。白樺文書の多くは様々な社会層の人々による、当時の生活が反映された私信であり、生活史を含む歴史学的史料として、また東スラヴ語群の歴史を研究する言語学的史料として注目されている。
（留意事項）
- ルーシの白樺文書には出土順に識別番号がふられているが[8]、以下、単に「No.00」などと表記したものはノヴゴロド出土のものであり、それ以外のものは「〇○（出土地）のNo.00」などと表記している。
- 地名は2023年現在の名称を、各国語（ロシア語・ウクライナ語・ベラルーシ語）準拠のカタカナ表記で記述している。また、便宜上、通称である「ノヴゴロド」（公式名称ヴェリーキー・ノヴゴロド）を用いている。
- 白樺文書中の人物名は現ロシア語からのカタカナ表記で記述している。またキエフ・ルーシ期などの歴史的人物、帝政ロシア期、ソビエト連邦期の人物名も便宜上ロシア語準拠のカタカナ表記で記述している。

## 特徴

### 他の筆記媒材との比較

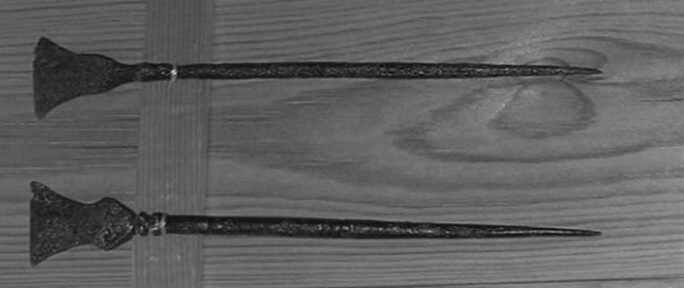
ルーシのピサロ（13世紀・ロシア）

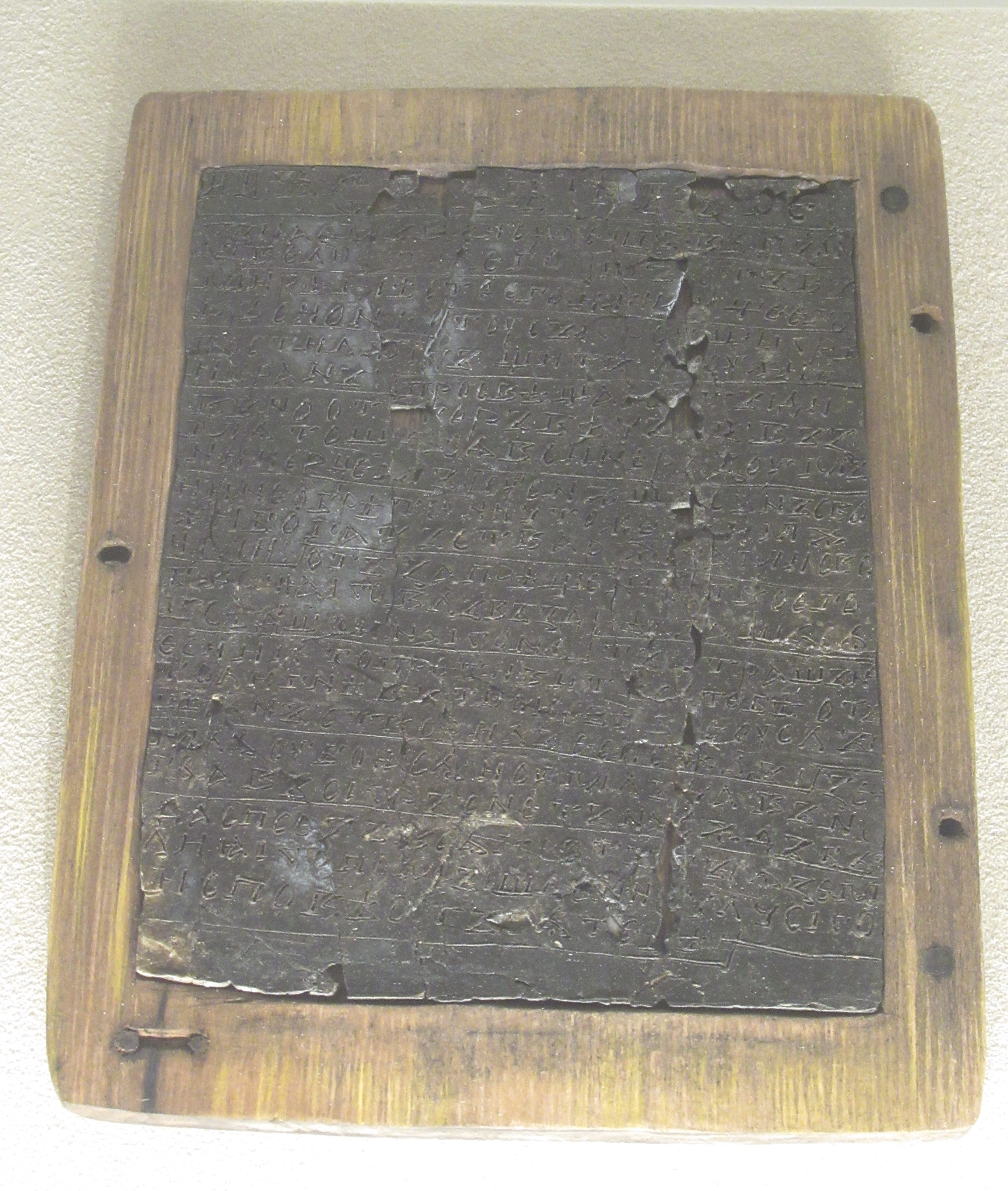
ノヴゴロド出土の蝋板

ルーシでは、遅くとも11世紀の第1四半期から樺皮への筆記が確認でき、紙が安価に普及する15世紀半ばには使用例がみられなくなる（なお、ロシアでの紙の使用例は14世紀半ば以降からみられはじめる）。白樺の樹皮を文字を書く材料として利用するために、内皮の脆い層や外皮の表面をはがし灰汁で煮て弾力性を増すなどの加工が施されたが、こうした加工が施されないまま利用された樹皮も少なくない。記述に際して樺皮の両面が使用されることはまれで、単語間に空白を開ける分かち書きはなされず、大多数は中世の東スラヴ語群・キリル文字によるものである。また、ピサロ（ロシア語: писало）と呼ばれる鉄または骨製の筆記用具で樺皮に文字を刻む筆記方法がとられている。ピサロの出土は白樺文書よりも早かったが、当初は用途不詳の物品であり、白樺文書の発見によって筆記用具と判明した。ルーシのピサロの多くは一端が尖り、一端はへら状になっている。
ルーシでは同時代における羊皮紙の使用も確認されるが、樺皮は羊皮紙に比べ非常に安価な記録媒材だった。内容としては、羊皮紙史料は宗教関連や政治上の重要事項を記述したものが主であるのに対し、樺皮は個人の手紙、商取引の連絡事項、メモなどの日常的な用途、さらには羊皮紙に記述する際の下書きなどに用いられた。官吏への嘆願書の草稿である「No.831」には、羊皮紙に清書してから提出せよという指示も併せて書かれている。概して樺皮は一時的な記録用紙として用いられ、長期保存を求める際には羊皮紙が用いられた。そのため、発見される白樺文書の多くは記録媒材としての用を終えて廃棄されたものであり、廃棄前に破られたものも多い。白樺文書の棄損は、受取人が他者に読まれることを防ぐために行われたものである。また、用途を果たした文書が破り捨てられる慣習は、12世紀のノヴゴロドの叙述家キリク(ru)の著した『キリクの質問(ru)』にも言及がみられる
。
なお、ルーシでの蝋板（ツェーラ）の出土も比較的遅く、1928年にはE.カルスキー(ru)による、キエフ・ルーシ期において蝋板は使用されなかったとする見解も出されていた。しかし1954年に白樺文書と同じく蝋板も出土し、これによって、ピサロのへら状となった一端は、蝋板の表面を整えるのに用いられたと判明した。また、幼少の文字学習者の使用に関しては、初めは記述の比較的容易な蝋板を用い、その後に樺皮を用いての学習に進んだとみられる。ただし、蝋板は2000年までに12枚（2008年にさらに1枚）発見されているのみであり、普及数は多くはなかったとも見られている。

### 記述内容

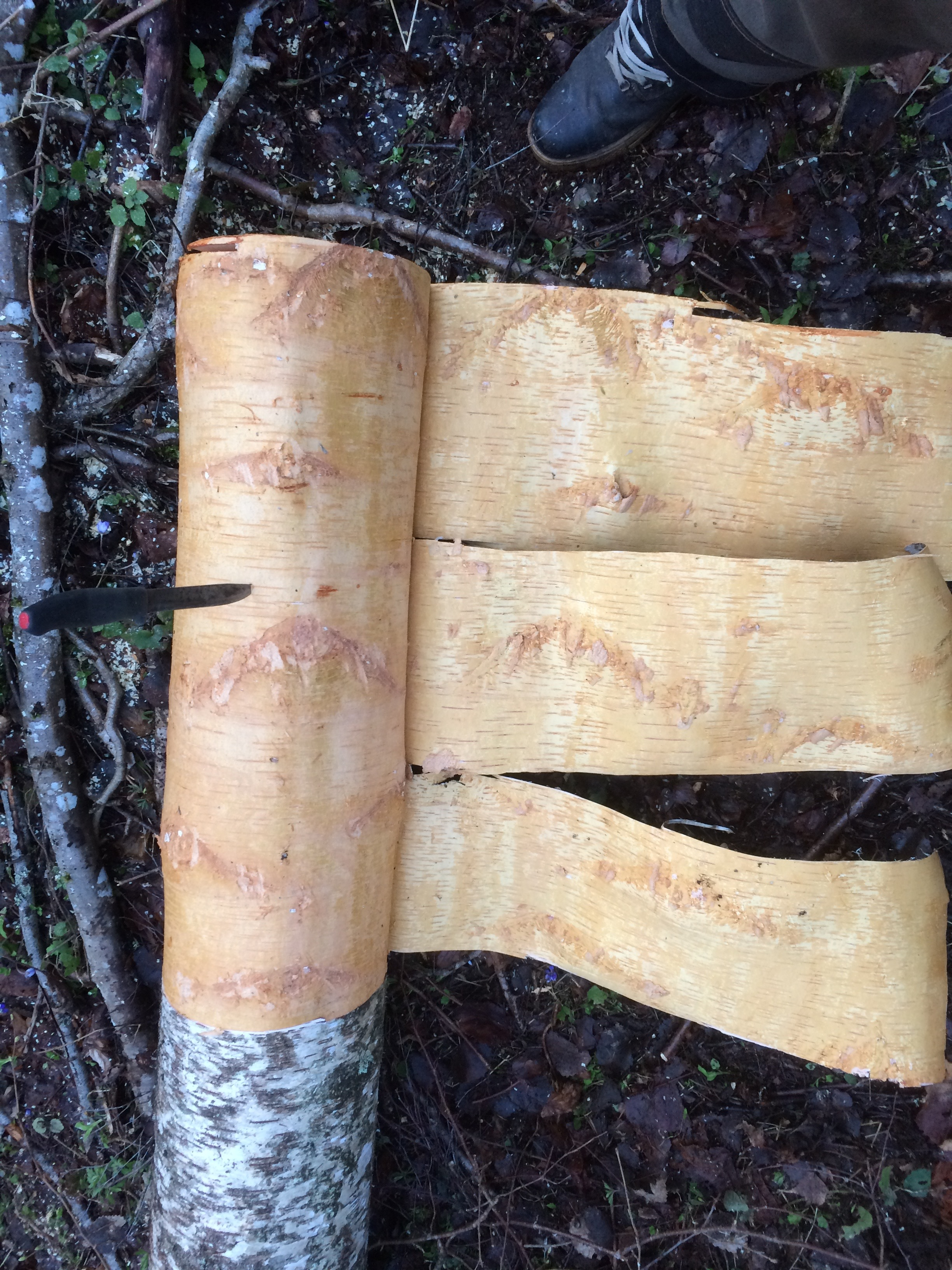
参考画像：樺皮の剥離（エストニア）

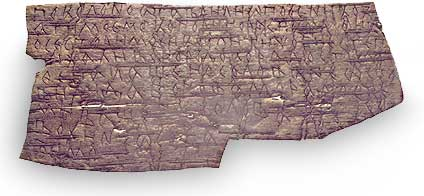
「No.497」

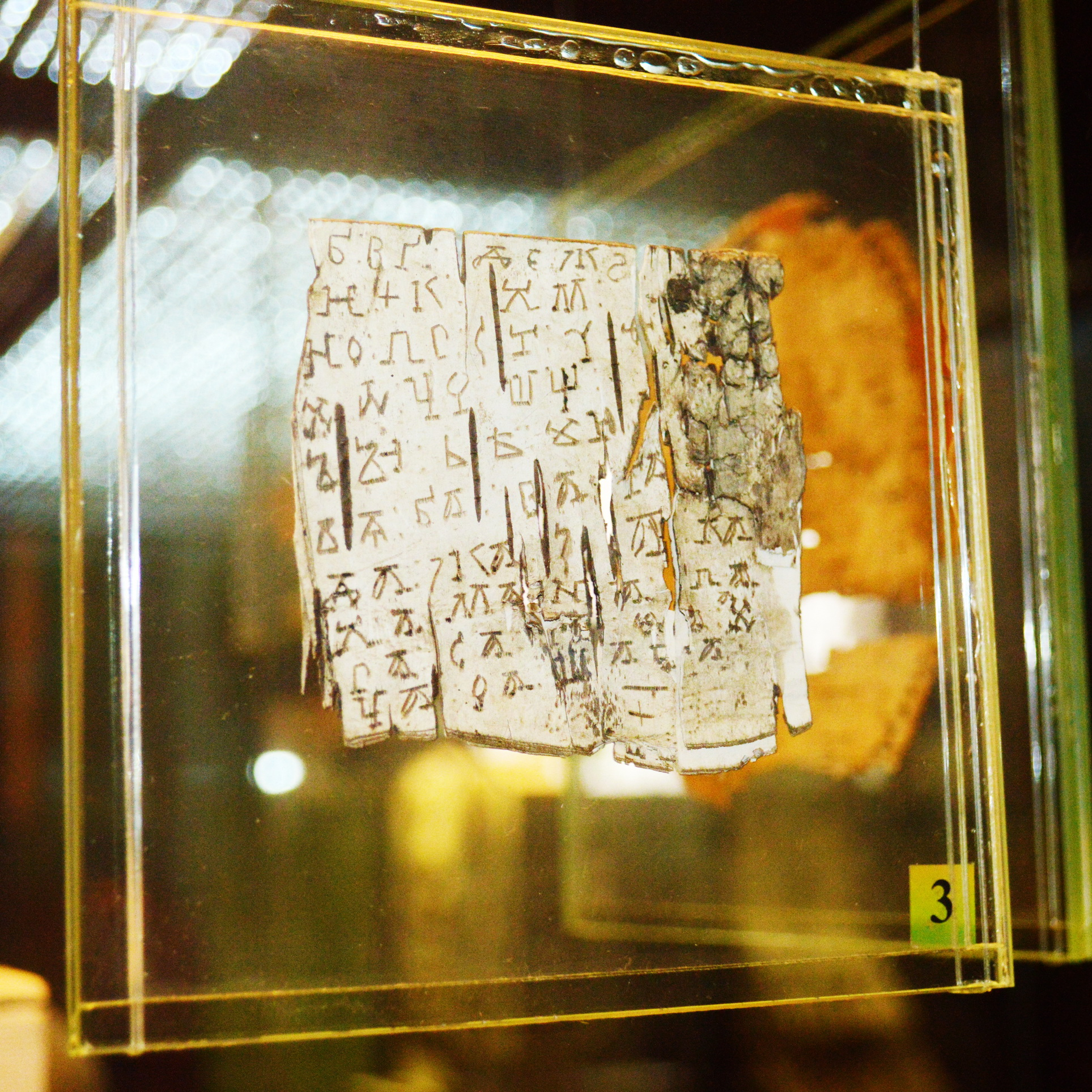
「No.201」。オンフィームによる文字の練習の1枚。

白樺文書の大部分は個人的な手紙である。手紙の書き手が女性であるものも複数確認されている。なお、手紙は差出人と受取人が共に知っている情報は記述を省かれるため、現代の第三者である我々が内容を解釈するのに難解なものもある。家族間の手紙の例としては、「No.125」は、母であるマリナが息子のグリゴリーに服を買ってきてくれるよう頼んだものである。「No.424」では、ギュルギーがノヴゴロドに住む両親に、穀物の安いスモレンスクかキーウに移住することを勧めており、「No.497」は、ガブリラという人物が、義理の兄弟グリゴリーと姉妹のウリタをノヴゴロドに招いた手紙である。「No.377」ではミキータ（男性名）がマラニヤへ結婚を申し込んでいる。
また、債務の回収や商売の（あるいは家庭内での）用務的性質を帯びた記録文も多数である。このうち、物品などの一覧表は、記録を目的としただけでなく、実際に回収するべきものを示した指示書、あるいは、14 - 15世紀の農民が領主に対して提出したチェロビトナヤ(ru)（請願書、祈願書）のような役割を持つものだった可能性がある。
その他の出土数の少ないが特徴的なものは、以下の4種類に分類される。
- 公的文書の下書きあるいは清書：下書きとしては、遺言状、売買契約、領収証、裁判所の議事録などの公的性質を帯びるものの下書きが確認されている[注 5]。また、このグループでは方言を用いて記述された箇所はまれである[34]。
- キリスト教関連：教会での祈りや、ポウチャニエ（直訳：説教[37]）の書かれたもの、イコンの注文書など[注 6]。このうち「No.419」は、祈りの言葉をいくつか抜粋したものが3枚の樺皮に記されており、縫い穴の跡、2つに畳んだ跡から、冊子状に製本したものと確認された[40][41]。
- 文学・民間伝承的内容：文学作品の抜粋、民間伝承の呪文であるザゴボル(ru)、なぞなぞ、ジョーク、現在でいう個人ファイナンスの教訓など[注 7]。このうち、1160年代 - 1210年代のものとみられる「トルジョークのNo.17」は、キリル・トゥーロフスキー（ベラルーシ語：キルィラ・トゥラウスキ[42] / トゥーラウのキルィラ）の著述の一部である[43]。
- 教育・学習関連：教育に関する指示書や、文字や文を練習したもの[44]。このうち、1956年に発見された複数の白樺文書（「No.199 - 210、331」）は、オンフィームという、当時6、7歳だったと推測される13世紀の少年が学習に用いたものとみなされている[5][45]。

### ノヴゴロド

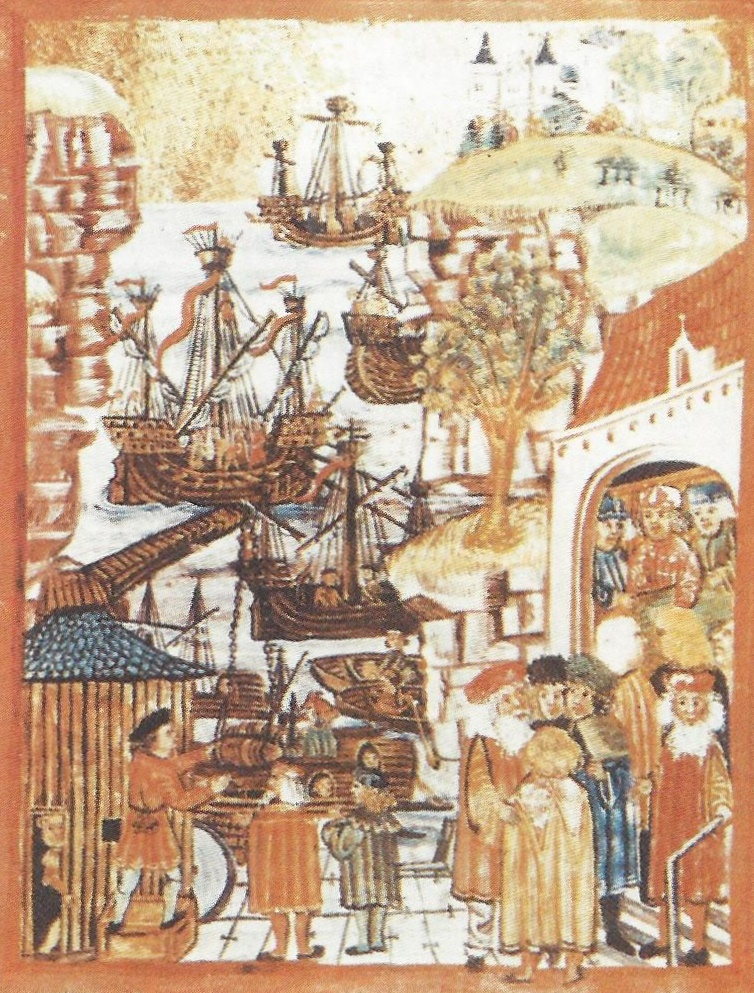
14世紀のノヴゴロド

白樺文書はノヴゴロド出土のものが圧倒的多数を占める。その理由の１つは地理的環境にある。廃棄された白樺文書が、水分を多量に含むノヴゴロドの土壌に沈み込み空気から遮断されたことが、白樺文書の保存につながった。（なお、中世キーウの市街地ポジールの場合、水源は地下およそ4 - 5mの位置にあったとされる。）また、インクの塗布ではなく、筆記媒材を彫る記述方法だったことも、判別しうる文字の保存につながった。加えて、ノヴゴロド都市民が、他の中世の諸都市に比して高い識字力を有していたとみられる。
そして、白樺文書が15世紀後半以降の地層から出土しなくなるのは、紙の普及という技術的要因とともに、経済・政治的理由によるノヴゴロドの凋落にも原因があると指摘されている。バルト海に通じる河川ヴォルホフ川沿岸の都市であったノヴゴロドは商業都市として繁栄し、1392年にはハンザ同盟とニブル条約(ru)を締結していた。しかし15世紀にはハンザ同盟との対立、またリヴォニア騎士団との戦争（1443年 - 1448年、ノヴゴロド・リヴォニア戦争(ru)）によって貿易活動は衰退し、ヴィボルグ、ナルヴァ、ストックホルムなど沿バルト海の競争相手に水をあけられることとなった。ルーシ内部では、台頭するモスクワ大公国からの圧力を15世紀半ばから受け（1456年 - 1478年、モスクワ・ノヴゴロド戦争(ru)）、1478年にはモスクワ大公国に併合されている。

### 記述年代の推定方法
それぞれの白樺文書の書かれた年代の推定は、主に年輪年代学に基づく測定によってなされる。特にノヴゴロドでは、頻繁に増補がなされた同時代の木製舗装道路（泥地の上に敷かれ、沈下すれば新たな木材をその上に敷設した）が層をなして出土するため、他の都市よりも正確に年代が測定されており、その誤差は30 - 40年とみられる。ノヴゴロドの発掘調査では、考古学者B.コルチン(ru)と植物学者V.ヴィフロフ(ru)が、年輪年代学による測定法を確立させた。また、年代記に記された歴史的人物や出来事について言及されているものもあり、年輪年代学による測定と組み合わせることで、白樺文書の書かれた時期を推定できたものもある。近年では、白樺文書の出土数の累積により、文字の形状（古書体学）や表記上の形式などの面から推定する方法が言語学者のA.ザリズニャク(ru)から提唱され、年輪年代学による推定の難しい樺皮に活用されている。

## 発掘史

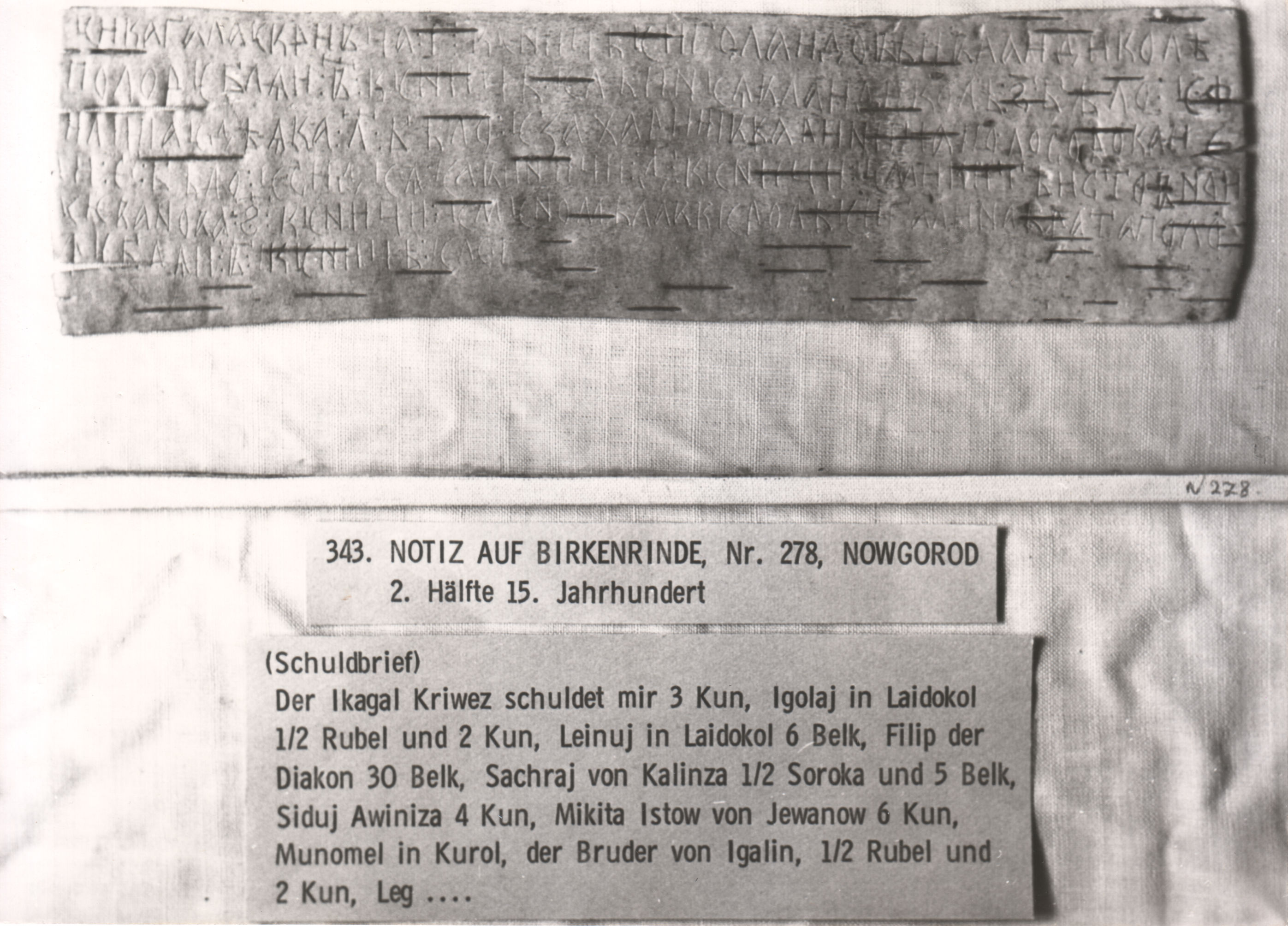
「No.278」。ドイツ語訳付

考古学的発掘による現物発見以前から、樺皮への記述の存在は知られていた。15世紀の修道士イオシフ・ヴォロツキー(ru)は、清貧を旨とする修道士は自身の本を（高価な）羊皮紙ではなく樺皮に執筆していた、と叙述している。また、17 - 19世紀の古儀式派の人々の手による、樺皮を製本した本が現存しており、1930年にはヴォルガ川河畔のテルノフカ(ru)（ウヴェク対岸）で、14世紀のジョチ・ウルスによるモンゴル文字の記された樺皮が発見されていた。なお、古儀式派ならびにジョチ・ウルスの文章は、インクを用いて記述されていた。
ルーシの白樺文書の最初の発見は、19世紀末のノヴゴロドにおいて、郷土史家のV.ペレドリスキー(ru)によるものであった。ペレドリスキー自身は古東スラヴ語や古書体学に明るくなかったため読解はできなかったが、自分たちの祖先の書いた文章であると認識し、第一発見者である農民たちからの購入や、自身による発掘を行い収集を始めた。ペレドリスキーはノヴゴロド市内に私立博物館を設立し、発見物を展示したが、当時（19世紀末）の農民たちの落書きや偽造であるなどの評価を受けることとなった。また、ペレドスキーの死後、博物館は国有化され、収集も1920年代に散逸した。
1930年代になると、ノヴゴロドでは考古学者A.アルツィホフスキー(ru)の指揮する調査隊による発掘が行われた
。1930年代の発掘では、樺皮、蝋（蝋板は未発見）、また上述の筆記用具ピサロが複数発見されたが、文章の記された樺皮の発見には至らなかった。なお、この段階ではピサロの用途は判断できず、釘、髪止め、あるいは未知の物品等と記録された。アルツィホフスキーは文字の書かれた樺皮が存在するとの仮説を立てていたが、第二次世界大戦（独ソ戦）によって調査は中断された。
1940年代後半に調査が再開された後、1951年7月26日、アルツィホフスキーの調査隊は、ノヴゴロドのネレフスキー区(ru)（ネレフスキー・コネツ）において、1枚目の白樺文書を発見した。この「No.1」の第一発見者は、産前産後休業中の副業として調査に参加していたノヴゴロドの女性N.アクロワであり、土中から巻物状の樺皮を発見したアクロワから、発見区域の担当者の長であったG.アヴドゥシナ(ru)へ、そしてアルツィホフスキーへと連絡が伝わった。「No.1」は洗浄処理の後、広げられてガラス板に挟み込まれ、古書体学の専門家であったM.チホミロフ(ru)の元に送られた。なお、第一発見者のアクロワはアルツィホフスキーから賞金を授与されている。
1951年中には10枚の白樺文書が発見され、最も古い「No.9」は1160年 - 1180年ごろのものと判別された。「No.1」は1380年 - 1400年ごろの、収入あるいは支払いの記録と解読された。ただし、発見当初、ソヴィエト科学におけるイデオロギー統制(ru)によって、報道機関は発見に関する明確な説明を得ることができなかった。

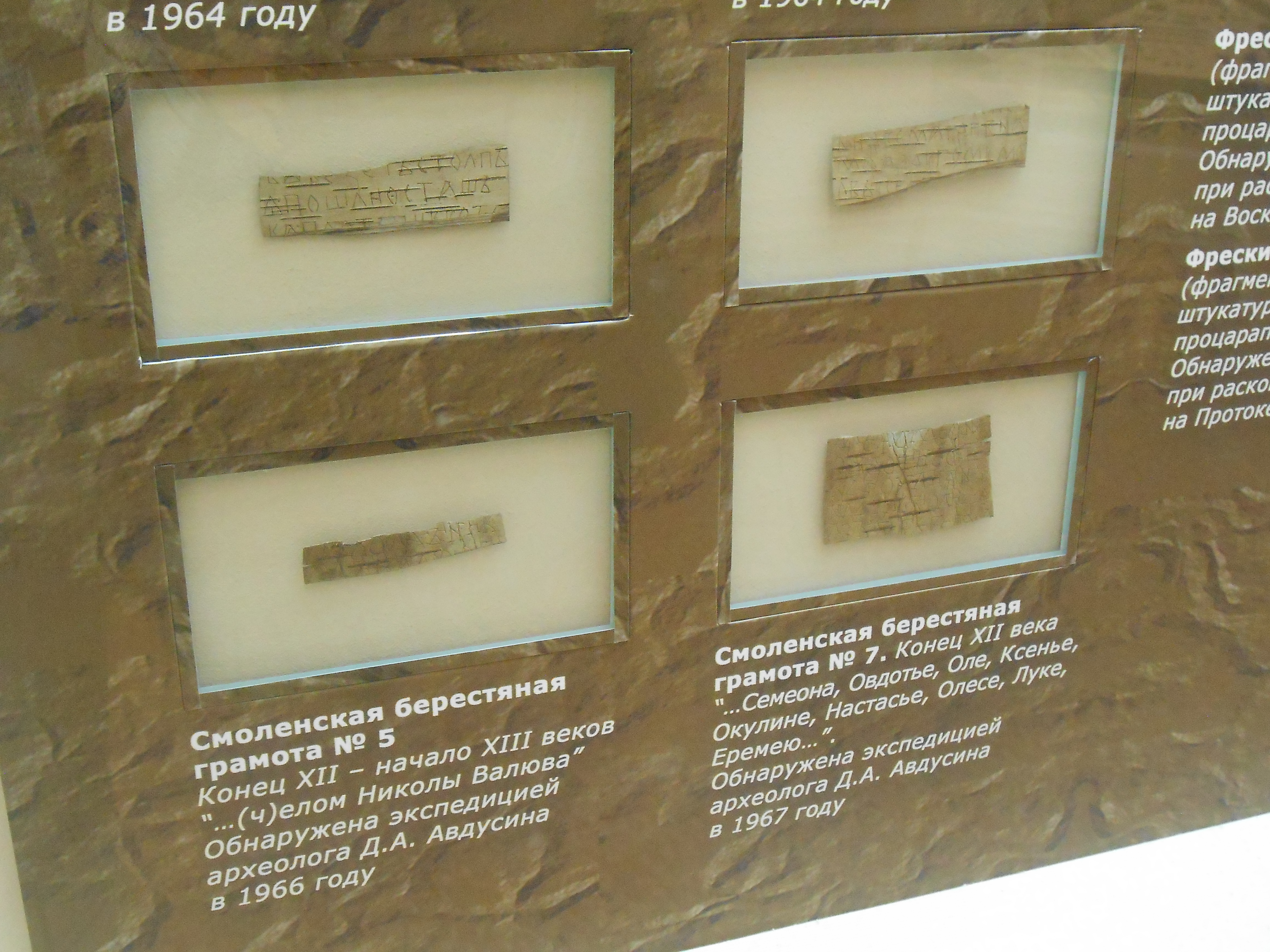
スモレンスク出土の白樺文書

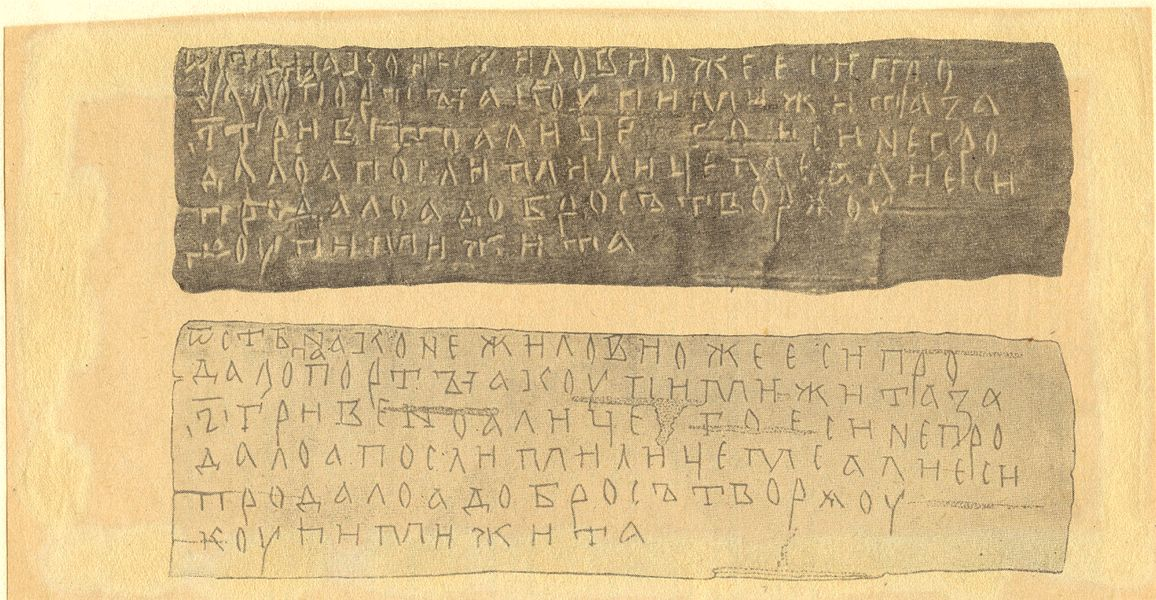
「ヴィーツェプスクのNo.1」

ノヴゴロド以外では、1952年のスモレンスク（D.アヴドゥシン(ru)による。以下括弧内は調査隊を指揮した学者の名。）を初めとして、1958年にプスコフ（G.グロズディロフ）、1959年にヴィーツェプスク（建設工事中の発見）、1966年にスタラヤ・ルーサ（A.メドヴェージェフ(ru)）、1980年にムスツィスラウ（L.アレクセエフ(ru)）、1983年にトヴェリ、1985年にトルジョーク、1988年にはモスクワ・赤の広場（S.チェルノフ(ru)）、またリヴィウ州のズヴェヌィーホロド（I.スヴェシニコフ(ru)）において、それぞれ各地での1枚目の白樺文書が発見された。20世紀末の時点で計800を越える白樺文書が出土し、その大部分はノヴゴロドでの発見だった。
21世紀においても各地で発掘調査がおこなわれ（なお、工事現場や個人の敷地内から偶然出土する例もみられた。）、2007年7月の時点での出土総数は1000を越えた。ノヴゴロド単独では、2010年5月初めに970枚を越え、2017年10月7日には「No.1101」が発見された。
各都市では、2007年8月にモスクワ・クレムリン内のタイニツキー庭園(ru)において発見された「モスクワのNo.3(ru)」はインクを用いて記述されていた。なお、インクを用いたものは1952年出土の「No.13」（ただし判読不能）、1972年出土の「No.496」があるのみで、「モスクワのNo.3」はこれに次ぐ3枚目だった。2009年にスモレンスクでは、1980年代以来の、同地で16番目の出土がなされた。これは棄損された手紙の最後の行であり、「ラヂヤー(ru)（船の廃語）がなくなった」と記されていた。2014年には、ムスツィスラウの12世紀前半の地層から出土した樺皮（I.マルザリュク(ru)）に、何らかの2文字と、リューリク朝の徽章である三叉槍が認められたと報道された。2021年8月14日にはリャザンで初の出土がなされ、リャザンは白樺文書が出土した13番目の都市(現在の行政上の「市」ではなく、キエフ・ルーシ期の都市スタラヤ・リャザンを数に含む。)となった。
他のキエフ・ルーシ期の都市においては、2023年時点では文字の書かれた白樺文書の出土はないものの、2008年にはブシクにおいて樺皮と骨製のピサロが、2010年にはキーウのポジールにおいて、11 - 12世紀端境期の樺皮が出土しており、白樺文書発見の可能性が示唆されている。また、1140年 - 1160年頃の「No.675」には、キーウ、ヴェリーキエ・ルーキ、スーズダリについての、12世紀第3四半期の「No.1004」にはチェルニーヒウについての言及がなされている。その内容はどちらも商取引に関する家族間の私信である。
2023年7月12日時点での、出土地と出土数は以下のとおりである。
| 国名       | 出土地 (地図上の位置)   | 出土数 | 地図 (黄：古ノヴゴロド方言地域)          |
| ---------- | ----------------------- | ------ | ---------------------------------------- |
| ロシア     | ノヴゴロド (R1)         | 1154   | R1 R2 R3 R4 B1 B2 U1 R5 R6 R7 R8 R9・R10 |
| ロシア     | スタラヤ・ルーサ(R2)    | 57     | R1 R2 R3 R4 B1 B2 U1 R5 R6 R7 R8 R9・R10 |
| ロシア     | トルジョーク (R3)       | 19     | R1 R2 R3 R4 B1 B2 U1 R5 R6 R7 R8 R9・R10 |
| ロシア     | スモレンスク (R4)       | 16     | R1 R2 R3 R4 B1 B2 U1 R5 R6 R7 R8 R9・R10 |
| ロシア     | プスコフ (R5)           | 8      | R1 R2 R3 R4 B1 B2 U1 R5 R6 R7 R8 R9・R10 |
| ロシア     | トヴェリ (R6)           | 5      | R1 R2 R3 R4 B1 B2 U1 R5 R6 R7 R8 R9・R10 |
| ロシア     | モスクワ (R7)           | 4      | R1 R2 R3 R4 B1 B2 U1 R5 R6 R7 R8 R9・R10 |
| ロシア     | ヴォログダ (R8)         | 3      | R1 R2 R3 R4 B1 B2 U1 R5 R6 R7 R8 R9・R10 |
| ロシア     | スタラヤ・リャザン (R9) | 1      | R1 R2 R3 R4 B1 B2 U1 R5 R6 R7 R8 R9・R10 |
| ロシア     | リャザン (R10)          | 1      | R1 R2 R3 R4 B1 B2 U1 R5 R6 R7 R8 R9・R10 |
| ベラルーシ | ムスツィスラウ (B1)     | 1      | R1 R2 R3 R4 B1 B2 U1 R5 R6 R7 R8 R9・R10 |
| ベラルーシ | ヴィーツェプスク (B2)   | 1      | R1 R2 R3 R4 B1 B2 U1 R5 R6 R7 R8 R9・R10 |
| ウクライナ | ズヴェヌィーホロド (U1) | 3      | R1 R2 R3 R4 B1 B2 U1 R5 R6 R7 R8 R9・R10 |

## 歴史学的史料として

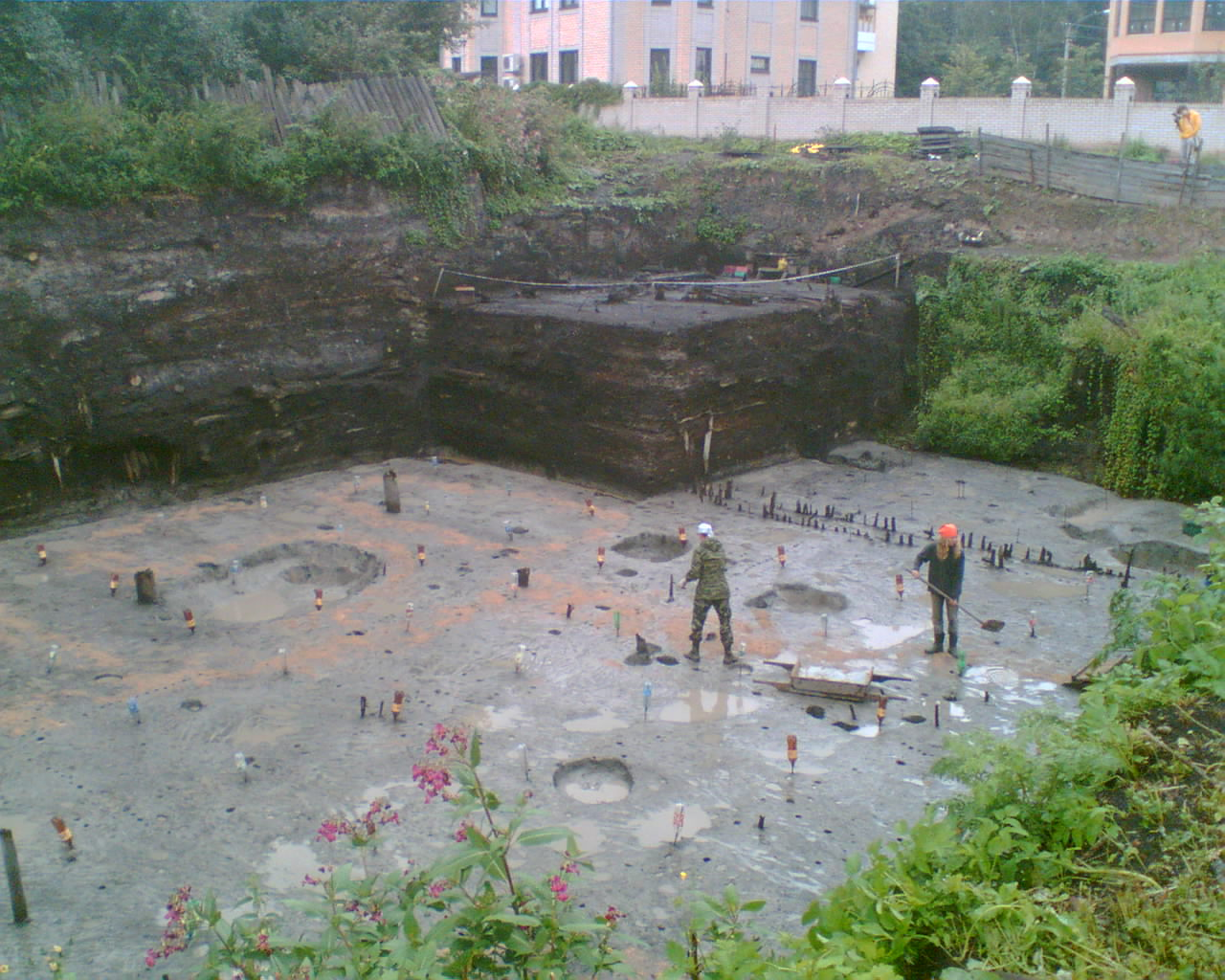
ノヴゴロドの発掘現場の1つ。白樺文書の出土もあり。

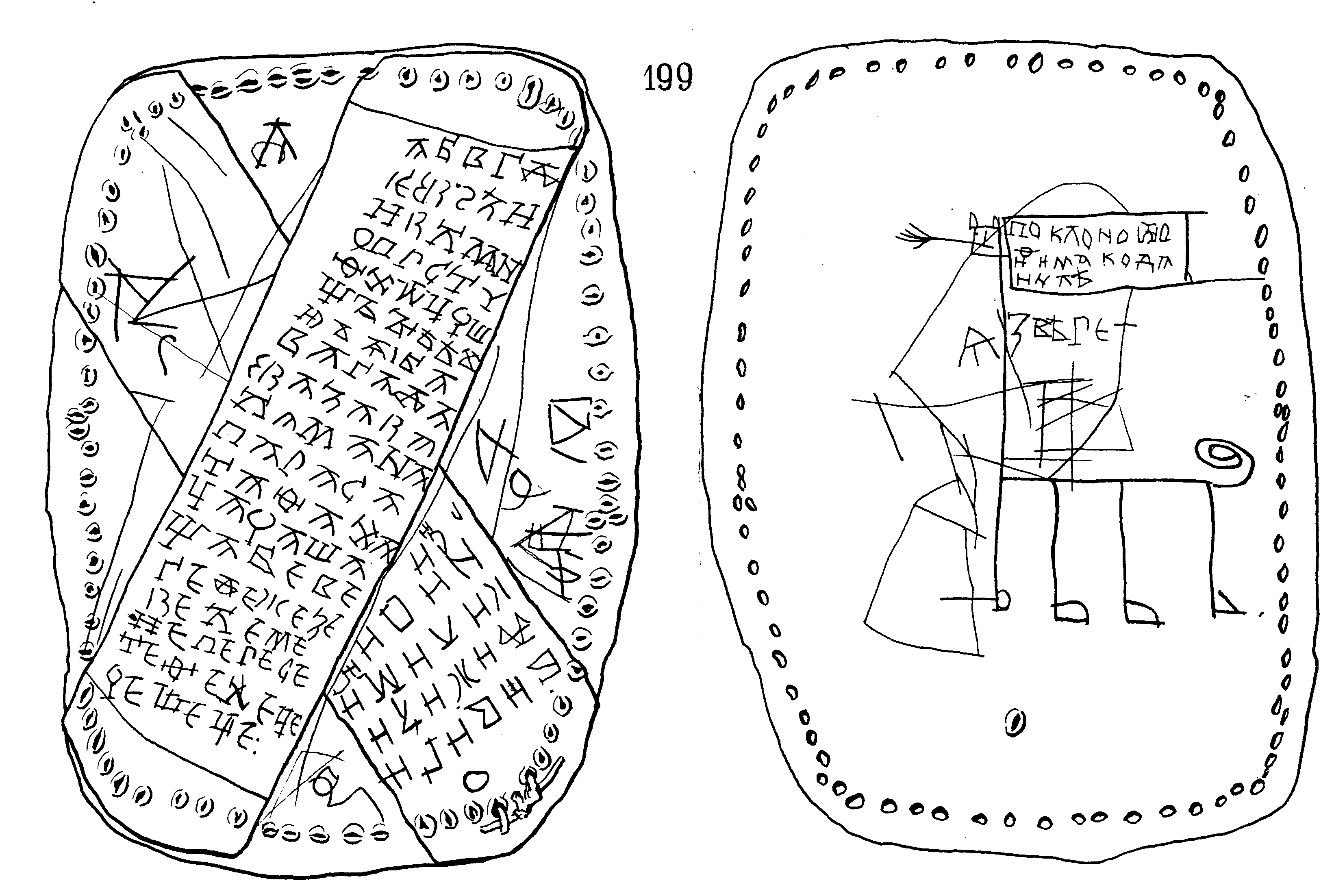
「No.199」（トゥエス（容器）を再利用した樺皮の両面）。左は文字の練習、右は手紙の定型文の練習と、「私は怪獣」と添えられた絵

白樺文書によって、考古学的発見物や各種史料の補遺、あるいは新たな発見がなされており、以下のような分野における研究の史料となっている。なお、歴史学分野における著名な研究者としては、A.アルツィホフスキー(ru)、L.チェレプニン(ru)、V.ヤーニン(ru)などが挙げられる。白樺文書に基づく史学的発見には以下のようなものがある。

### 考古学
白樺文書の記述から、考古学的発見物のより詳細な情報が見出されることがある。例えば、1973年からの発掘で出土した屋敷の遺構が、同時に発見された白樺文書から、聖職者でありイコン画家(ru)のオリセイ・グレチン(ru)のものであることが明らかになった。同じく、ノヴゴロド出土の別の遺構は、白樺文書の記述から、クニャージ（公）とポサードニク（都市の長）による合同裁判所であったことが明らかになった。

### 政治史・法制史
歴史学的各分野においては、レートピシ（ルーシの年代記）や教会史料等には充分に記されなかった事象が、白樺文書の記述によって明らかになっている。
政治史としては、ノヴゴロドのボヤーレ（貴族）の系譜や、その政治的役割が明らかになった。例えばV.ヤーニンの研究によって、オンツィフォルら一族(ru)（13 - 14世紀。ボヤーレ階級でノヴゴロドのポサードニクを代々務めた。ルカ(ru)、オンツィフォル(ru)、ユーリー(ru)など。）の動向と、ノヴゴロドのボヤーレの父系大家族集団的な特質が導きだされている。A.ギッピウス(ru)の研究では、12世紀のペトロク・ミハイロヴィチ(ru)によるボヤーレの寡頭政治が明らかになった。また、L.チェレプニンは白樺文書の記述から、中世ルーシにおいては播種用の種子（ライ麦など）が領主の管轄下に置かれていた多数の証拠を見出している。
12 - 13世紀端境期の「No.531」は、農民の妻アンナがその兄に裁判の証人となってほしいことを伝えた手紙である。「No.531」は、人妻アンナが売女と呼ばれたことを侮辱罪とみなしている点、またアンナの係争相手がアンナを出頭させた手続きの記述から、15世紀の写本が残るのみのルーシの各種の法典に則る法の運用が、写本の200 - 250年前になされていたことを示している。

### 生活史
白樺文書によって、中世ルーシの広範囲において読み書きが行われていたことが証明されている。また、多数出土する筆記用具ピサロ（ノヴゴロド・ネレフスキー区(ru)単独では1998年までに70本以上が出土、A.メドヴェージェフ(ru)によればロシア国内の28の都市で出土）がその傍証となっている。中世ルーシの都市民は、幼年時代から文字を教わり、女性の書き手も含めて私信を書いていた。
少年オンフィームによる「No.199」などは、年代記や聖人伝中に示唆されている読み書き教育が、確かに行われていたことを示す史料である。なお、白樺文書中には「ба ва га да жа…」（ba va ga da ja…）のように1音節を1単位として練習したものが複数あるが、この1音節ごとに練習する方法は、ロシア最初期の印刷業者の1人であるイヴァン・フョードロフ(ru)によるキリル文字の練習教本（1574年。印刷本）にも示されており、20世紀初頭の帝政ロシアにおいても教育場面での採用例がみられる。
女性の書き手による私信としては、例えば「No.9」は、自分を離別した夫が新たな妻と去ってしまったことを伝える手紙であり、「No.752」は、12世紀の若い女性による恋文である。また、夫に指示を出す妻の手紙も確認されている。一方、各種の記録文からは、女性の契約主や保証人、また法廷への登庁や、手工業、金融業（高利貸し）に従事する女性の姿が確認されている。
また、食品、衣類などの生活物資や手工業などに関する情報が見出される。例えば12世紀前半の「No.842」は、ロシアにおける、ソーセージについて言及した最古の史料とされる。信仰に関するものとしては、「No.930」などのいくつかのものからは、民間伝承の呪文であるザゴボル(ru)の古さが示されている。また「No.674」はキリスト教の詩篇の1節を鏡文字にして書いたものであり、鏡文字は護符的な効果をより強める魔術的要素を持つものだった。すなわち、「No.674」はキリスト教（正教会）と、キリスト教から見た異教との二重信仰の存在を示している。同じく、「No.734」では熱病を治すと考えられていた大天使シハイル(ru)の名が3回繰り返されているが、ロシアの民俗学では、呪文の3回の繰り返しは魔法の力を増強させるものと分析されている。

## 言語学的史料として

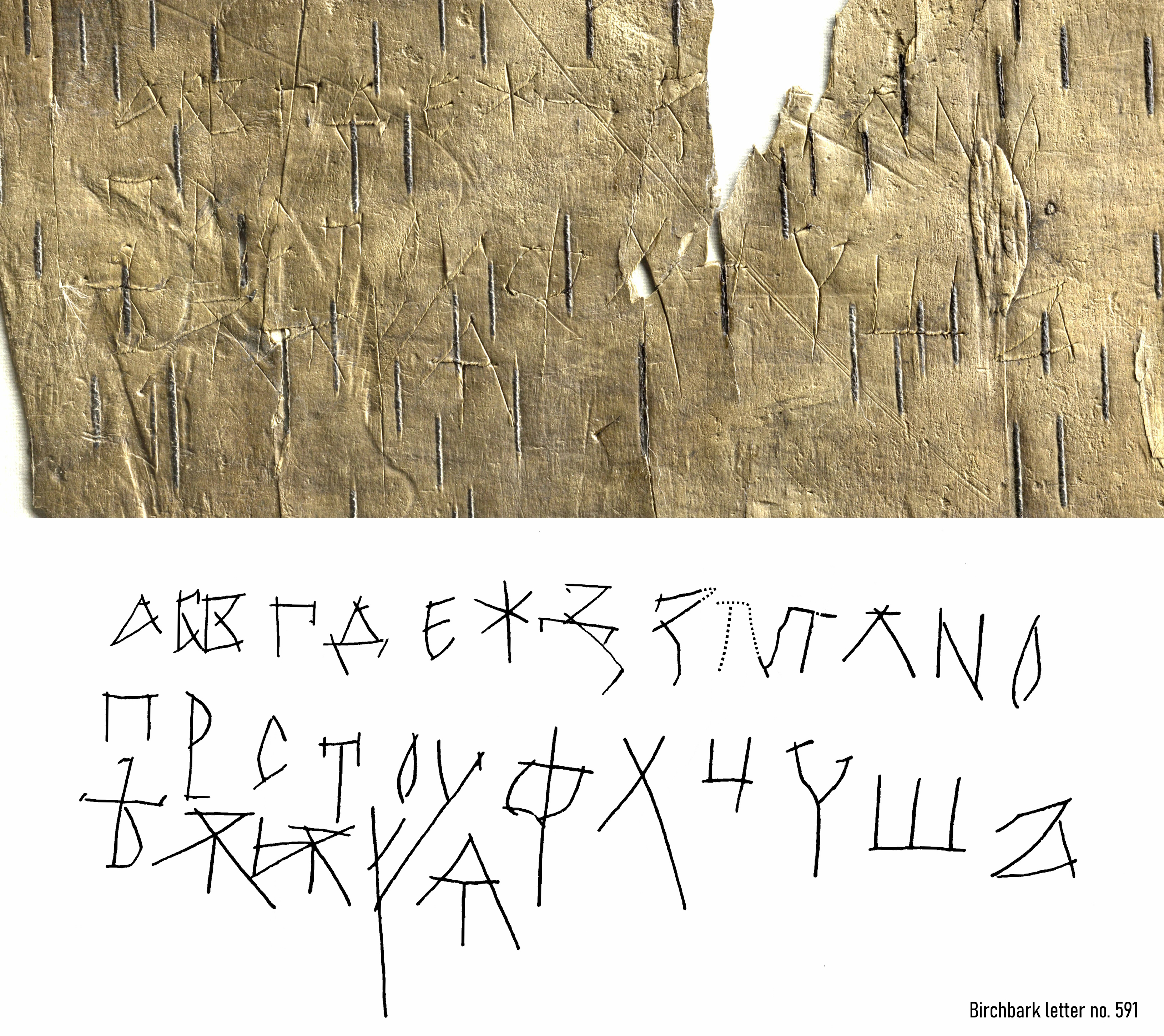
「No.591」

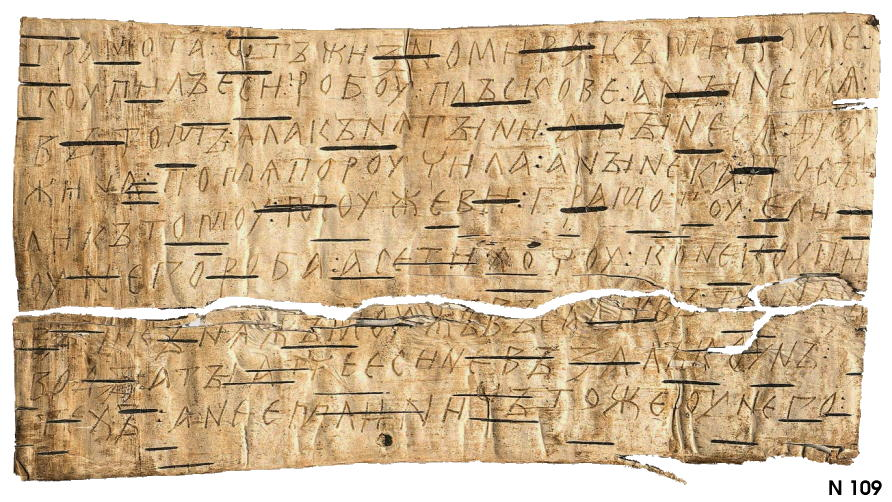
「No.109」。о - ъ、ь - е、е - ѣの交換が随所にみられる。

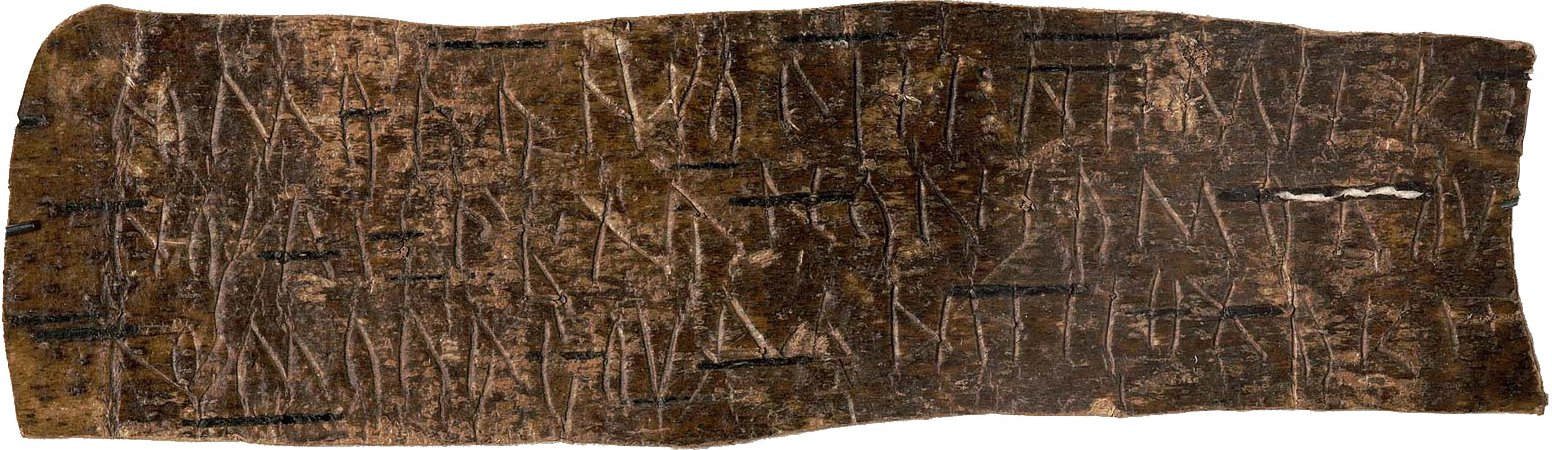
「No.292」。文頭は「神（Jumala(ru)）の矢」（＝雷）と読解される。

1950 - 1970年代の多数の出土と、N.メシチェルスキー(ru)、R.ヤコブソン、V.ボルコフスキー(ru)、L.ジュコフスカヤ(ru)ら言語学者の研究によって、白樺文書中の語彙、文法、正書法などに関する多くのデータが蓄積されていた。ただし、発見当初は、言語学的史料としての価値をそれほど期待されてはいなかった。しかし1980年代のA.ザリズニャク(ru)の研究によって、白樺文書内で体系だった文法、用字法が用いられていることが明らかになった。白樺文書中で用いられた言語は古ノヴゴロド方言と分類され、これまでの読解についての見直しも行われた。現在新たに発見される白樺文書の研究には、古ノヴゴロド方言を考慮した分析が行われている。また、同時代の正書法に則った書き言葉（且つ、書き手の多くは聖職者などの知識層）である教会スラヴ語の史料に対し、白樺文書は、様々な社会的階層の人々の話し言葉を反映している傾向もあり、東スラブ語群に属する言語の歴史の研究に関する重要な史料でもある。

### 古ノヴゴロド方言
ノヴゴロド公国（共和国）内の都市であったノヴゴロド、スタラヤ・ルーサ、トルジョークから出土した白樺文書の大部分は、音声学、形態論から見て、またいくつかの語彙の使用に関して、古ノヴゴロド方言を用いて書かれている。
白樺文書発見以前からも、教会スラヴ語などによって書かれた羊皮紙史料中の挿話部分から、ノヴゴロド、並びにプスコフにおける方言（古プスコフ方言(ru)）の存在が指摘されていたが、白樺文書によって研究が躍進することとなった。例えば、ザリズニャクによる「No.247(ru)」を中心とした研究によって、初期の古ノヴゴロド方言には、他の多くのスラヴ系言語にみられる第二口蓋化 / 第二次口蓋化(ru)が存在しなかったことが明らかになった。なお、この傾向は11 - 12世紀に顕著であり、時代とともに口蓋化があらわれる。また、音韻、形態、語彙などの面から、古ノヴゴロド方言と西スラヴ語群との共通点の多さが指摘されている。

### 文字と用字法
1030年代の地層から出土した、最も古い白樺文書の一つである「No.591」や、12世紀の「No.460」などは、キリル文字アルファベット（アズブカ）が羅列されたものである。この羅列された文字の種類（例えば「No.591」は32文字、「No.460」は34文字）は時代によって異なっており、キリル文字の変遷に関する研究の重要史料となっている。なお、各時代の白樺文書に記されたキリル文字の一覧と、同じ時代の羊皮紙史料中で使用されている文字とが一致していないものもある。また、「No.591」と同時期にキーウ・聖ソフィア大聖堂の壁に刻まれた落書きの中にも「アズブカ」があるが、「No.591」と聖ソフィア大聖堂の落書き(uk)との差異から、ルーシでキリル文字が用いられてから数世紀間、日常生活に対応した簡素化された文字知識（並びに教育）と、写字生など職業者に要求された文字知識と教育の、二つの水準が存在したとみられる。
また、ザリズニャクの研究によれば、12世紀半ば - 14世紀末の白樺文書の大部分においては、同時代の羊皮紙史料とは異なる用字法が用いられているとされる。ザリズニャクはこれをヴィトヴァヤ・グラフィチェスカヤ・システマ(ru)（直訳：日常生活の書法の規則）と呼んでいる。この用字法は、例えばоとъ、ьとе、еとѣを一定の法則に従って置き換えて書くものであり、これに則った「No.891」では、「конь（馬）」が「къне」と表記されている。

### 語彙と他言語
白樺文書中の数十の単語は、他の羊皮紙史料の中では用いられていないものである。具体的には、農村での事業に関わるもの、日常生活のエチケット、人とのかかわり方(例えば、相手への気づかいや懸念に関する単語)に関するもの、また、性的な卑語などである。これらは総じて日常生活に関わる単語であり、高次のテーマとそれにふさわしい単語を選択して著述された文学的著作物には、入り込む余地のなかった単語でもある（例えば、年代記上にはノヴゴロドの手工業者に関する記述は全く見出されない）。
さらに、数は少ないものの、他言語による記述もみられる。具体的には「No.292(ru)」はカレリア語（キリル文字表記）、「No.488」はラテン語（ラテン文字）、「No.552」はギリシア語（ギリシャ文字）、「No.753」は低地ドイツ語（ラテン文字）、「スモレンスクのNo.11」は北ゲルマン語（ルーン文字）によって記述されている。このうち、「No.292」は13世紀初期に書かれたまじない文とみられ、バルト・フィン諸語ならびにカレリア語の史料としては現時点で最古のものである。また、14世紀後半の「No.403」の下部は、いくつかの単語（解釈に諸説あり）の、古ロシア語といずれかのバルト・フィン諸語の対訳を記録したものとみられる。

## （参考）旧ソ連地域の樺皮使用

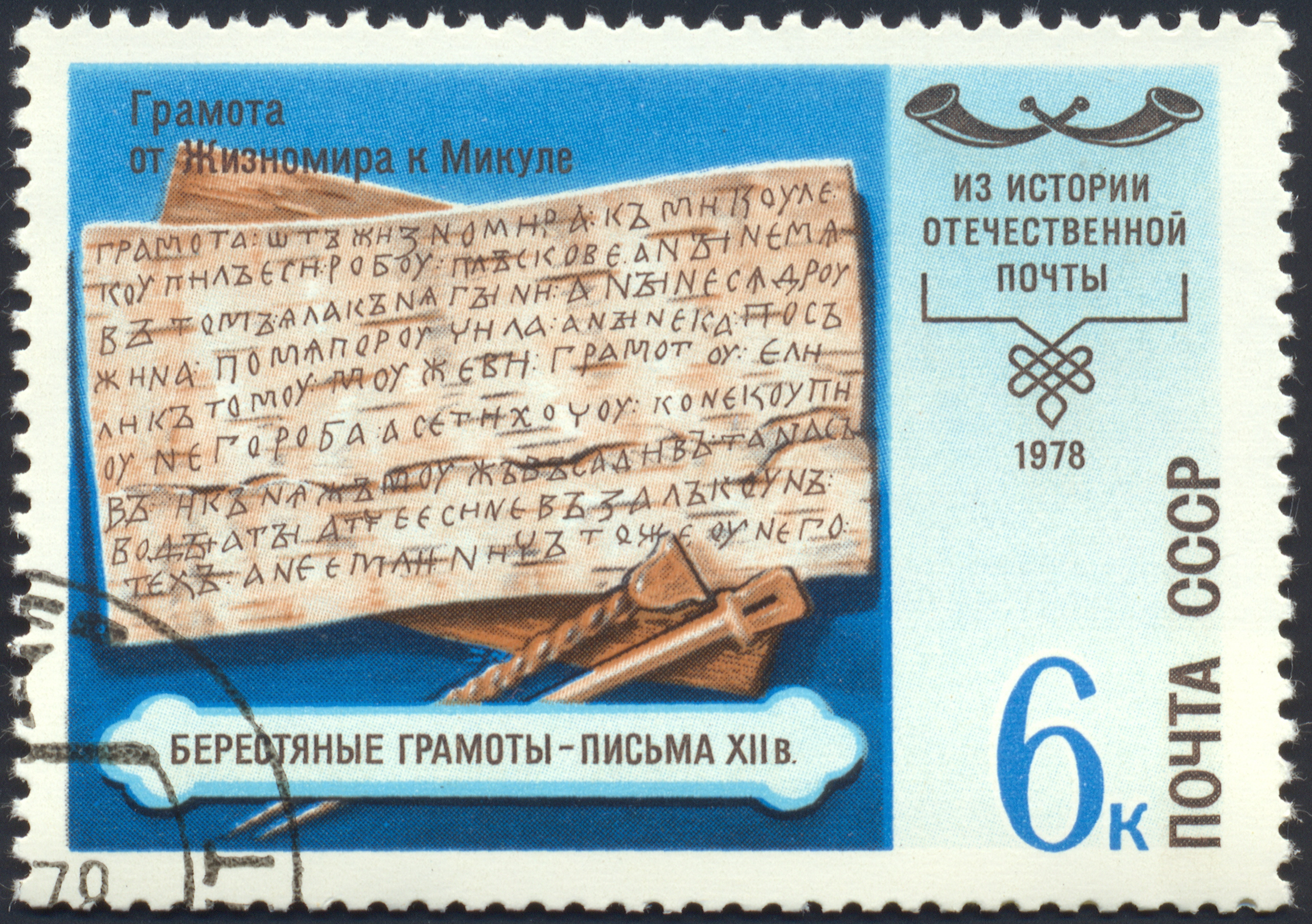
ソビエト連邦期の切手（1978年）、下部に「白樺文書　13世紀」との記載がある

本頁の地域・時代以外の、旧ソビエト連邦地域内における、樺皮に記述された文章の例としては、以下のものがある。
2013年、クラスノヤルスク地方のスタロトゥルハンスク(ru)の18世紀末の住宅の廃墟から、2018年にはハンティ・マンシ自治管区・ユグラのベリョーゾヴォ(ru)の、16世紀末から17世紀始めにかけてのポサードから、樺皮に書かれた文章が発見された。トゥヴァ共和国においても、中世チベット語による著作物が知られている。
モンゴル語によるものとしては、上述の14世紀の文書以外に、ウズベキスタンのDukentsoy川(ru)岸で発見された15世紀末 - 16世紀始めのものがあり、モンゴル人の秘匿仏教組織によるものとみられる。
また、極東ロシアの少数民族ユカギール人には、女性が恋心を伝える時にのみ用いる表意文字があり、これを用いて、樺皮に刃物で彫って作成したユカギール人の恋文について、1895年にS.シャルゴロドスキーが報告している。
20世紀の特殊な使用例としては、第二次世界大戦中の物資不足によって、パルチザン発行の新聞やビラが樺皮に印刷されることがあった。また、スターリン体制下のグラーグ（強制労働収容所）内から樺皮を用いて手紙を書いた例があり、このうち、ラトビア人の犠牲者の手紙が2009年にユネスコ・世界の記憶に登録された。同じく、シベリア抑留中に日本人が樺皮に記した『白樺日誌』（舞鶴引揚記念館蔵）が、2015年にユネスコ・世界の記憶に登録されている。